# Сљепковце
Сљепковце (слч. Sliepkovce) насељено је мјесто са административним статусом сеоске општине (слч. obec) у округу Михаловце, у Кошичком крају, Словачка Република.

## Становништво
| Година:    | 1994. | 2004.   | 2014.   | 2024.   |
| ---------- | ----- | ------- | ------- | ------- |
| Број људи: | 710   | 704     | 753     | 771     |
| Разлика:   |       | -0,84 % | +6,96 % | +2,39 % |

| Година:    | 2023. | 2024.   |
| ---------- | ----- | ------- |
| Број људи: | 777   | 771     |
| Разлика:   |       | -0,77 % |

Према подацима о броју становника из 2011. године насеље је имало 747 становника.